# Doleantie
De Doleantie is een kerkscheuring die in 1886 in de  Nederlandse Hervormde Kerk plaatsvond onder leiding van dominee Abraham Kuyper.

## Geschiedenis

Ontstaansgeschiedenis van kerken in Nederland

Een aantal kerkraden (in Amsterdam ongeveer tachtig personen; over het gehele land sloten ruim 300.000 personen zich bij de Doleantie aan) brak met het bestuur van de Nederlandse Hervormde Kerk. Ze noemden zich de Nederduitse Gereformeerde Kerk, hiermee aangevend dat zij zich zagen als de voortzetting van de kerk die door koning Willem I de naam Nederlandse Hervormde Kerk had gekregen, maar hanteerden als bijvoegsel de term dolerend (afgeleid van het Latijnse 'dolere', klagen), omdat naar hun mening de kerkelijke organisatie een nieuwe reformatie van de kerk in de weg stond, en omdat hun het recht werd ontzegd op de kerkelijke goederen. Uit protest werd de Nieuwe Kerk van Amsterdam bezet.
De Doleantie was een van de twee grote afscheidingen van de Nederlandse Hervormde Kerk in de 19e eeuw. De andere was de Afscheiding van 1834, hoewel tijdens de Doleantie aanzienlijk meer kerkleden de Hervormde Kerk verlieten dan tijdens de Afscheiding het geval was geweest. Door de Doleantie verloor de Hervormde Kerk in één klap ±10 procent van haar leden; door de Afscheiding had zij slechts ruim 1 procent van haar leden verloren.
Formeel werd Kootwijk de eerste Dolerende Kerk, door op 7 februari 1886 de eerste afgestudeerde kandidaat van de orthodox-gereformeerde Vrije Universiteit (Jan Hendrikus Houtzagers) als dominee te bevestigen, zonder te wachten op de vertegenwoordigers van het classicaal bestuur, nadat zij 17 jaar zonder predikant had gezeten.
Deze actie werd ondernomen op aanraden van ds. Willem van den Bergh van Voorthuizen, waar het besluit tot Doleantie al genomen was op 10 september 1885, maar waar dit pas op 8 februari 1886 werd bekendgemaakt. Op 9 februari volgde in de gemeente van Reitsum (in Friesland) de Doleantie onder leiding van ds. J. J. A. Ploos van Amstel. In Reitsum was tevens de eerste vergadering van de vijf 'dolerende' gemeenten op 17 augustus 1886.
De dolerenden vormden in 1892 de Vereniging met het grootste gedeelte van de Christelijke Gereformeerde Kerk die ontstaan was na de Afscheiding van 1834. Zij noemden zich voortaan de Gereformeerde Kerken in Nederland. Drie gemeenten en een aantal leden van de Christelijke Gereformeerde Kerk bleven bestaan als de Christelijke Gereformeerde Kerken.
De Doleantie zou een vervolg zijn geweest op het Réveil uit de jaren 1830.

## Bron
1. ↑  Brouwer, J. H. et al, (red) (1958): 'Doleantie' in Encyclopedie van Friesland